# Acosmeryx castanea
Acosmeryx castanea là một loài bướm đêm thuộc họ Sphingidae. Nó được miêu tả bởi Rothschild và Jordan năm 1903, và được tìm thấy ở miền đông và miền nam Trung Quốc, Đài Loan, Hàn Quốc và Nhật Bản.
Sải cánh dài 75–90 mm.
Ấu trùng ăn Ampelopsis brevipedunculata và Cayratia japonica.

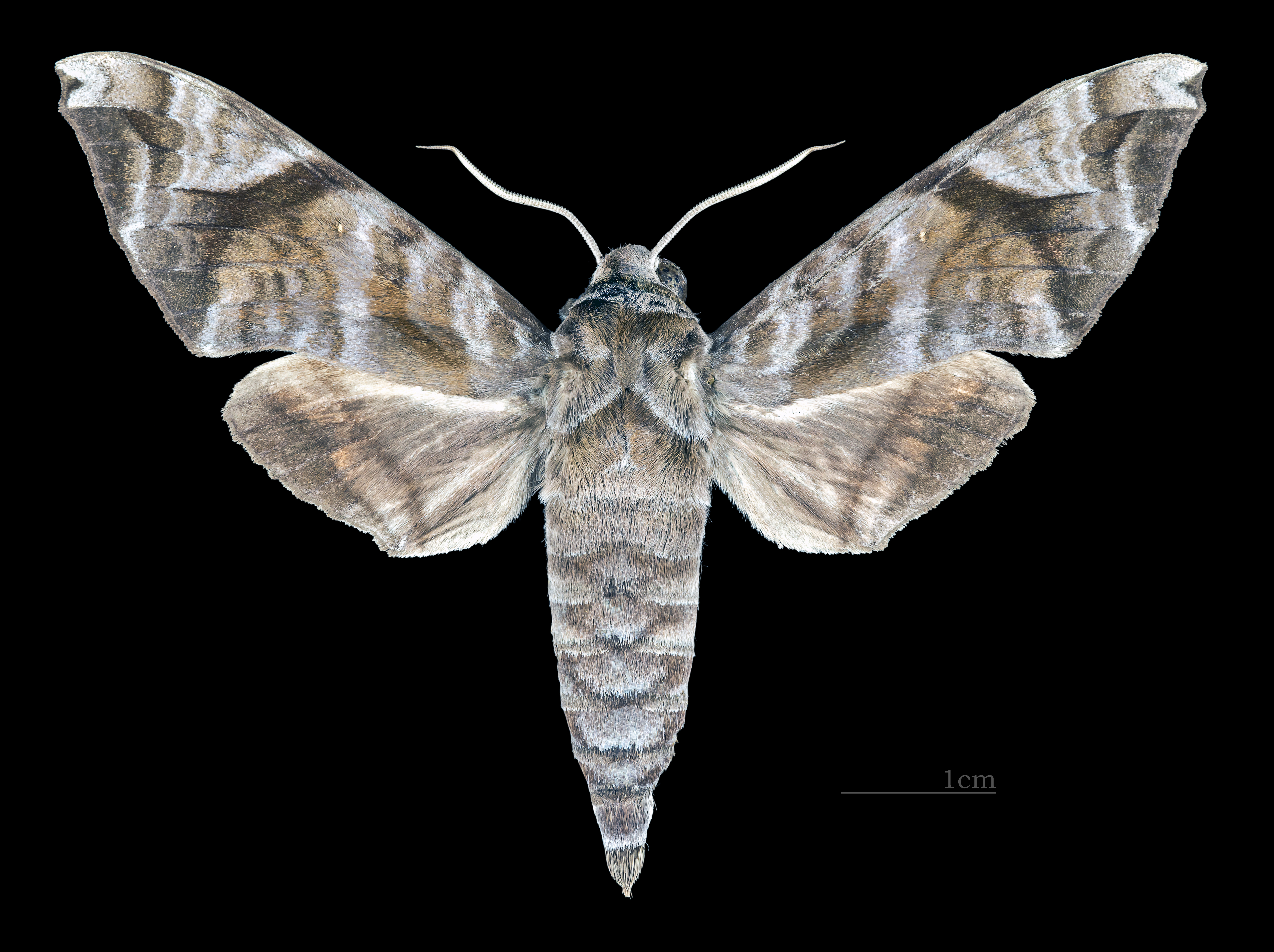
Acosmeryx castanea ♂
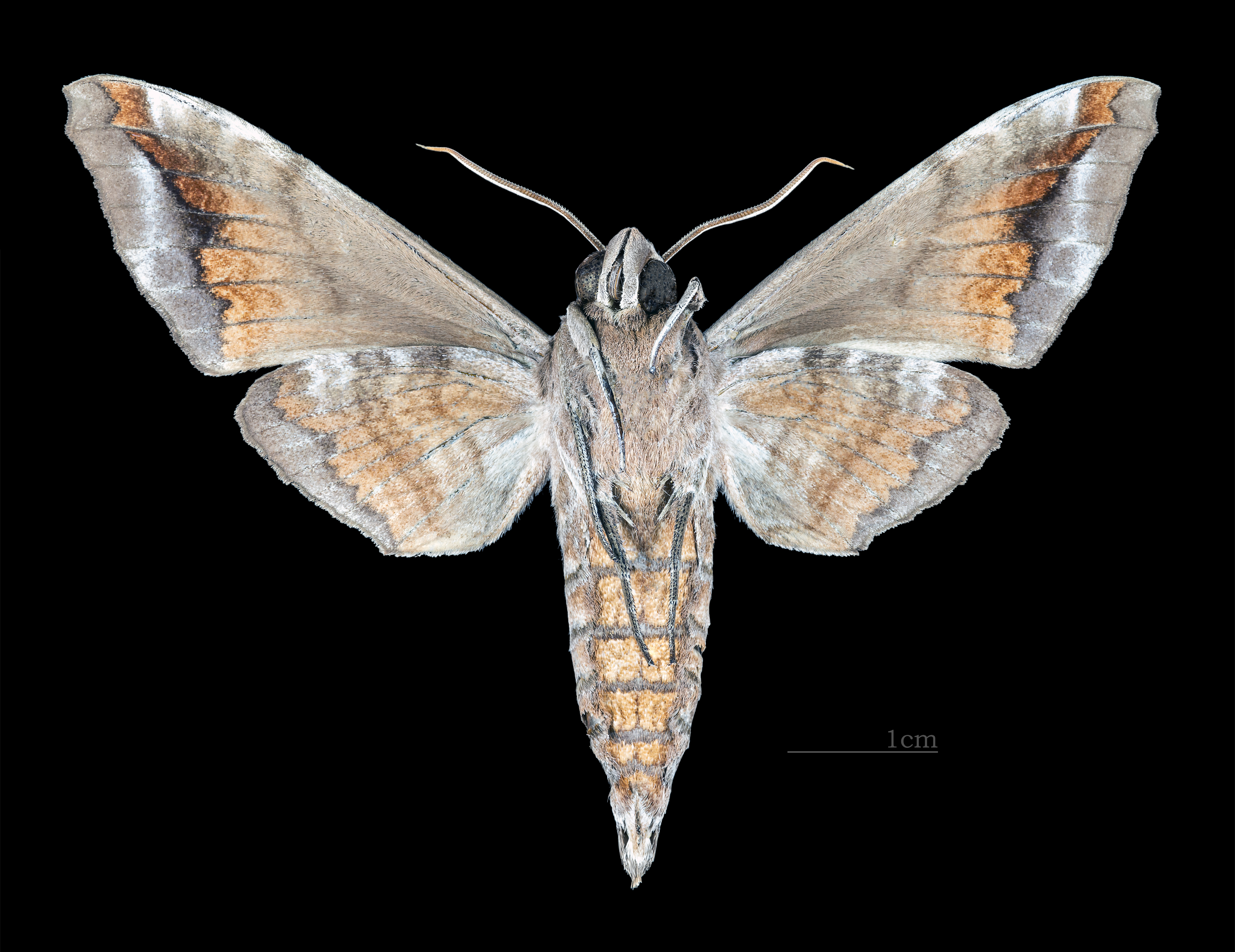
Acosmeryx castanea ♂ △